# 中村福治
中村 福治（なかむら ふくじ、1946年(昭和21年)7月23日 - 2004年(平成16年)11月20日）は、日本の経営学者、文芸評論家、翻訳家。

## 生涯
大阪府生まれ。1969年小樽商科大学卒業、東北大学大学院修士課程修了。
1994年「北川宗蔵 創造の道をまっすぐに」で立命館大学博士（経営学）。立命館大学経営学部助教授、教授。58歳で死去。
野間宏などの文学における裏面の研究もおこなった。

## 著書
- 『戦時下抵抗運動と『青年の環』』（部落問題研究所） 1986
- 『融和運動史研究』（部落問題研究所、立命館大学経営学部研究叢書） 1988
- 『北川宗蔵 一本の道をまっすぐに』（創風社） 1992
- 『金石範と「火山島」 済州島4・3事件と在日朝鮮人文学』（同時代社） 2001

### 編纂
- 『日本における地主的土地所有の危機』（村上吉作、編集・解説、文理閣） 1988
- 『経済学方法論』（北川宗蔵、編・解説、こぶし書房、こぶし文庫 戦後日本思想の原点） 1995

## 翻訳
- 『現代韓国の政治変動 近代化と民主主義の歴史的条件』（崔章集、木鐸社） 1997
- 『韓国現代政治の条件』（崔章集、法政大学出版局、韓国の学術と文化） 1999
- 『地上に匙ひとつ』（玄基栄、平凡社） 2002
- 『沈黙で建てた家 朝鮮戦争と冷戦の記憶』（曹恩、秦花秀, 村上尚子共訳、平凡社） 2004

## 参考
- 中村福治教授の略歴・業績目録 (中村福治教授追悼号) 立命館国際研究、2005 - 2006
- 『現代日本人名録』 2002
- 『人物物故大年表』